# Вялово (Владимирская область)
Вялово — деревня в Петушинском районе Владимирской области России, входит в состав Нагорного сельского поселения.

## География
Деревня расположена на берегу реки Вольга в 11 км на север от города Покров и в 26 км на северо-запад от райцентра города Петушки.

## История
В конце XIX — начале XX века деревня входила в состав Покров-Слободской волости Покровского уезда, с 1921 года — в составе Покровской волости Орехово-Зуевского уезда Московской губернии. В 1859 году в деревне числилось 14 дворов, в 1905 году — 20 дворов, в 1926 году — 34 двора.
С 1929 года деревня входила в состав Головинского сельсовета Орехово-Зуевского района Московской области, с 1939 года — в составе Перновского сельсовета, с 1944 года — в составе Петушинского района Владимирской области, с 1945 года — в составе Покровского района, с 1954 года — в составе Ивановского сельсовета, с 1960 года — в составе Петушинского района, с 2005 года — в составе Нагорного сельского поселения.

## Население
| 1859 | 1905 | 1926 | 2002 | 2010 | 2021 |
| ---- | ---- | ---- | ---- | ---- | ---- |
| 102  | ↗134 | ↗142 | ↘11  | ↘9   | ↘4   |